# Université de Californie à San Diego
L'université de Californie à San Diego (communément appelée UCSD) fait partie de l'université de Californie. Le campus est situé à San Diego, à La Jolla, à près de 200 kilomètres au sud de Los Angeles. Fondée en 1960, elle est considérée comme l'une des meilleures universités du monde (13e rang mondial en 2006 au classement de Shanghaï, 14e en 2007). 

## Premier cycle
Le premier cycle d'UCSD comprend six maisons (colleges), pour reprendre le terme de l'université médiévale. Les six maisons sont Eleanor Roosevelt College, Earl Warren College, Thurgood Marshall College, John Muir College, Revelle College, et Sixth College. Chaque maison exige le suivi de matières obligatoires. Par exemple, l'Eleanor Roosevelt College exige de nombreux cours sur la mondialisation alors que Muir College met l'accent sur l'esprit critique.

Le sceau de l'université de Californie.

## Admissions

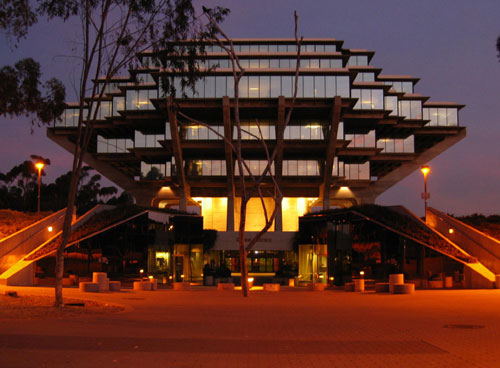
La Geisel Library conçue par l'architecte William Pereira est également le logo de l'UCSD.

L'entrée à l'UCSD est très sélective: seuls 34 % des 78 084 candidats sont admis en 2015. Parmi les candidats retenus, la note moyenne au lycée est 4,08, dans un système où un 4,0 correspond à A, la meilleure note. La note moyenne des candidats provenant d'une autre université (entrant en troisième année) est de 3,61. Les candidats doivent choisir l'une des six maisons (voir ci-dessus) et préciser l'ordre de son choix. En 2011, les 23 046 étudiants en premier cycle de l'UCSD se répartissent entre les six maisons ainsi que suit : Revelle, 16 % ; John Muir, 18 % ; Thurgood Marshall, 18 % ; Earl Warren, 17 % ; Eleanor Roosevelt, 16 % ; Sixth, 15 %.

## International
L'UCSD, grâce à l'Education Abroad Program, participe à des programmes d'échange avec des universités et grandes écoles françaises (Paris, Lyon, Bordeaux, Grenoble, Toulouse…).

## Inscriptions en 2014
- Inscription totale : 31 502 étudiants
- Inscription en premier cycle : 24 810

## La Stuart Collection
En 1983, une sculpture monumentale intitulée Sun God, Niki de Saint Phalle lance le projet d'une collection d'œuvres monumentales en plein air sur le campus de l'université : la Stuart Collection qui se compose de dix-huit œuvres réalisées par dix-huit artistes. La dernière est celle de l'artiste coréen Do-ho Suh : Falling star.

## Personnalités liées à l'université
- Sophie Brasselet, physicienne française, médaille d'argent du CNRS en 2016
- Marye Anne Fox, chercheuse et chancelière
- Brian Goeltzenleuchter, artiste
- Daniel Vincent Gordh, acteur
- Fanny Howe, écrivain
- Boubacar Kanté, physicien
- Donald Norman, psychologue cognitiviste américain, professeur émérite en sciences cognitives
- Jerome Rothenberg, poète, essayiste
- Ron Silliman, poète, essayiste, universitaire
- Fred Turner, chercheur en communication
- Kathryn Woolard, professeur d'anthropologie